# Lobovalgus maynei
Lobovalgus maynei är en skalbaggsart som beskrevs av Franz Antoine 2002. Lobovalgus maynei ingår i släktet Lobovalgus och familjen Cetoniidae. Inga underarter finns listade i Catalogue of Life.